# 山岡秀喜
山岡 秀喜（やまおか ひでき、1987年2月16日 - ）は、長野朝日放送のアナウンサー。元テレビ朝日の記者・レポーター。

## 略歴・人物
長野県松本市梓川（旧南安曇郡梓川村）出身。長野県松本県ヶ丘高校普通科 、早稲田大学政治経済学部国際政治経済学科を経て、
2009年4月1日、長野朝日放送に入社。
早稲田大学時代に政治理論を専攻し、ブログ内でハンナ・アーレントやクロード・レヴィ＝ストロースに言及するなど、政治思想・社会思想への興味が強い。入社時のインタビューでも「テレビは大多数の味方をしてしまうメディア」と分析し、マイノリティを意識したいと話している。
2019年9月30日放送のabnステーションにて翌10月1日付でテレビ朝日報道局への出向を発表した。
2020年10月1日付で復帰。

## 現在の出演番組
- いいね!信州スゴヂカラ
- どーゆーの?信州（2022年4月10日 - 、MC）
- 駅テレマルシェ（2022年4月2日 - 、サブMC）
- abnニュース&天気予報

## 過去の出演番組
- おぉ!信州人
- スーパーJチャンネル
- ANNニュース
- abnステーション（メインキャスター）

## リンク
- 山岡秀喜プロフィール
- 山岡秀喜 (@shinsyujin_ymok) - X（旧Twitter）